# Sybistroma crinipes
Sybistroma crinipes är en tvåvingeart som beskrevs av Rasmus Carl Staeger 1842. Sybistroma crinipes ingår i släktet Sybistroma och familjen styltflugor. Arten är reproducerande i Sverige. Inga underarter finns listade i Catalogue of Life.